# 66667 Kambič
66667 Kambič este un asteroid din centura principală, descoperit pe 8 octombrie 1999.